# Валеев, Разиль Исмагилович
Рази́ль Исмаги́лович Вале́ев (тат. Разил Исмәгыйль улы Вәлиев; 4 января 1947, Ташлык, Нижнекамский район — 20 октября 2023, Казань) — российский общественный и государственный деятель, татарский писатель, поэт, депутат Государственного Совета Республики Татарстан пятого созыва. Заслуженный работник культуры Российской Федерации (1997). Народный поэт Республики Татарстан (2011).

## Биография
- 1965—1967 — студент факультета[уточнить] журналистики Казанского государственного университета.
- 1967 (май-июль) — литературный сотрудник журнала «Казан утлары».
- 1967—1972 — студент Литературного института имени М. Горького (г. Москва).
- 1976—2023 — член редколлегии журнала «Ялкын».
- 1981—2023 — член правления Союза писателей Татарстана.
- 1981—1986 — член правления Союза писателей СССР.
- 1981—1986 — депутат Набережночелнинского городского Совета.
- 1986—1995 — депутат Казанского городского Совета.
- 1986—2000 — директор Национальной библиотеки Республики Татарстан.
- 1988 — кандидат в депутаты Верховного Совета ТАССР (первые в СССР выборы на альтернативной основе).
- 1990 — кандидат в депутаты Верховного Совета РСФСР.
- 2000—2023 — председатель Попечительского совета Национальной библиотеки Республики Татарстан.
- 2009 — назначен Представителем Госсовета в Совете директоров ОАО «Татмедиа»[2][3].

Председатель комитета по культуре, науке, образованию и национальным вопросам Госсовета Татарстана.
Активный сторонник национально-культурного компонента. Сторонник перехода графики татарского языка на латиницу.
В марте 2014 года поддержал аннексию Крыма, подписал письмо президенту России Владимиру Путину в поддержку аннексии.
Умер 20 октября 2023 года в возрасте 76 лет в Казани. Был похоронен на кладбище «Курган» в Казани.

## Награды
Премии
- Государственная премия Республики Татарстан имени Габдуллы Тукая (2007 год) — за сборник прозаических произведений «Иске сэгать дэрес йери» («Старые часы ходят верно»), Татарское книжное издательство, 2004 г., и книгу песен «Ядкарь» («Наследие»), издательство «Рухият», 2005 г.[12].
- Премия комсомола Татарии имени Мусы Джалиля (1982 год) — за повесть «Хочется жить» и за цикл песен для молодёжи[13].

Звания
- Почётное звание «Заслуженный работник культуры Российской Федерации» (1997 год) — за заслуги в области культуры и многолетнюю плодотворную работу[14].
- Почётное звание «Народный поэт Республики Татарстан» (2011 год)[15].
- Почётное звание «Заслуженный работник культуры Татарской АССР» (1990 год)[16].

Ордена, медали, знаки
- Орден «Дуслык» (2022 год) — за особый вклад в сохранение и развитие татарской национальной культуры, многолетнюю плодотворную творческую деятельность и активную общественную работу[17].
- Медаль «За доблестный труд» (Татарстан) (2017 год) — за большой вклад в государственное и культурное развитие Республики Татарстан, многолетнюю плодотворную работу[18].
- Почётный знак Государственного Совета Республики Татарстан «За вклад в развитие парламентаризма» (2015 год)[19].